# Estadio Antiguo Canódromo
Das Estadio Antiguo Canódromo (seit 2018 eigentlich Centro Deportivo Municipal Antiguo Canódromo) ist ein Fußballstadion im Stadtbezirk Carabanchel der spanischen Hauptstadt Madrid. Die Anlage wurde von 1961 bis 1989 als Hunderennbahn genutzt. 1990 wurde sie in eine Radrennbahn umgebaut, jedoch nie als solche eröffnet. Die Sportstätte lag lange brach, bevor sie 2007 renoviert und zu einem Fußballstadion umfunktioniert wurde.

## Geographische Lage und öffentlicher Verkehr
Das Stadion liegt im Südwesten der Stadt Madrid, im Bezirk Carabanchel nahe der Grenze zu Latina, auf der Calle Vía Carpetana umringt von den Straßen José María Pemán und Zaida. In der Nähe des Stadions halten die Buslinien 17, 25 und 119 sowie die Nachtlinie N16. Auch die Station Carpetana der Linie 6 der Metro Madrid befindet sich unweit der Spielstätte.

## Geschichte

### Canódromo de Carabanchel

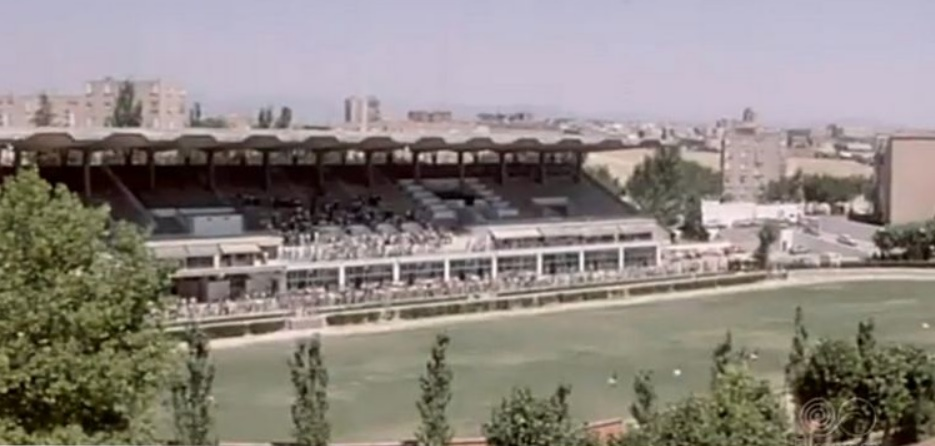
Canódromo de Carabanchel

Der Bau der Hunderennbahn Canódromo de Carabanchel begann 1960 auf Betreiben der Sociedad Canódromo Madrileño und die Anlage wurde am 5. Oktober 1961 eröffnet. Die Sportstätte wurde von den Architekten José Ramón Azpiazu Ordóñe, Pedro Pinto Martínez sowie dem Bauingenieur José Antonio Torroja Cavanillas, dem Sohn von Eduardo Torroja Miret, konzipiert und erinnert stilistisch an das Hipódromo de la Zarzuela. Das Stadion erfreute sich zu Beginn großer Beliebtheit und war regelmäßig ausverkauft. Das Canódromo war unter anderem Austragungsort von zehn Ausgaben der spanischen Windhundmeisterschaften (1961, 1962, 1963, 1964, 1968, 1972, 1977, 1983, 1985 und 1987). In den 1980er Jahren nahm das Zuschauerinteresse für Windhundrennen jedoch zusehends ab und 1989 verkaufte die Sociedad Canódromo Madrileño die Sportstätte an die Stadt Madrid.

### Velódromo de Carabanchel

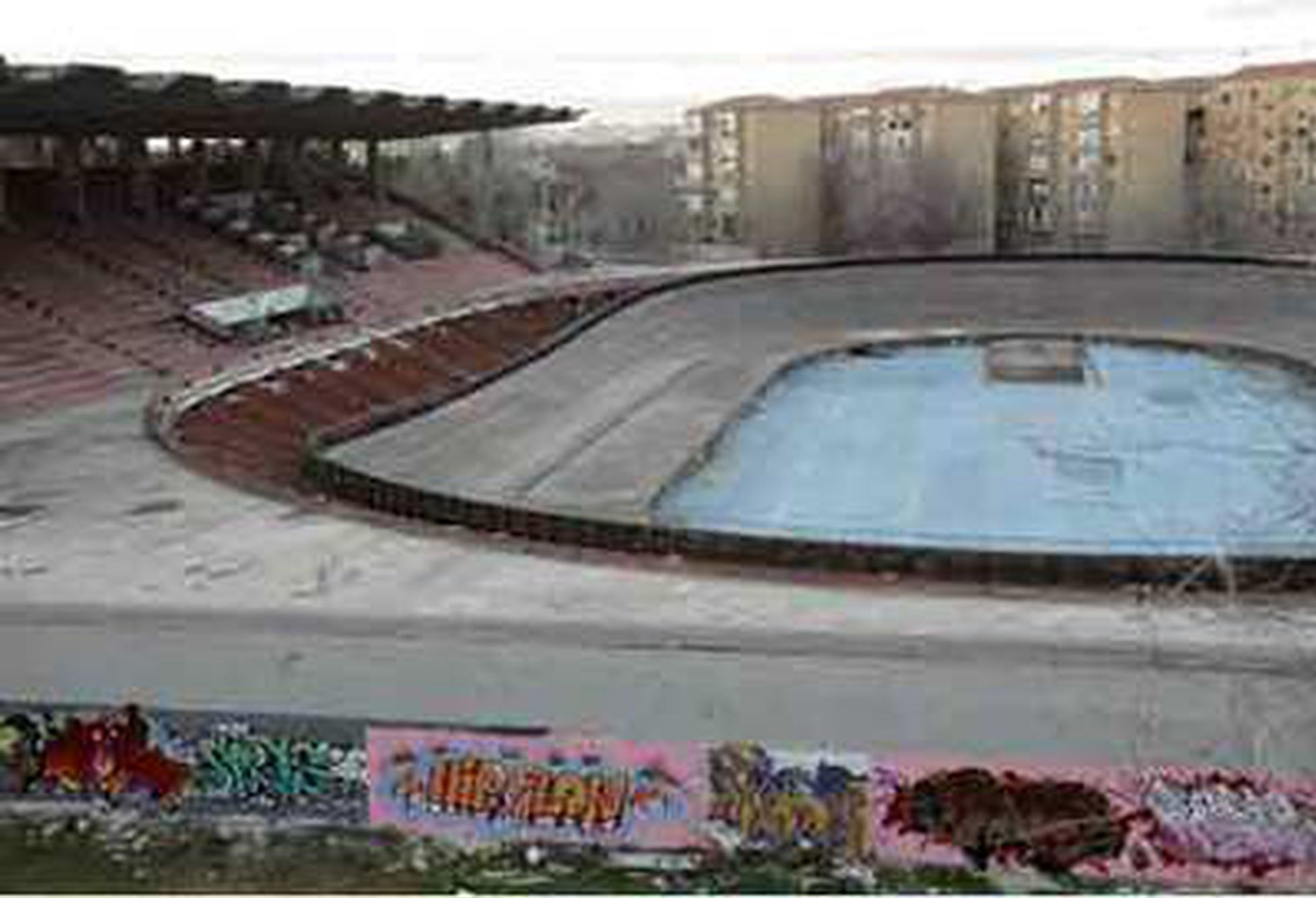
Velódromo de Carabanchel

Die Stadt Madrid entschloss sich 1990 dazu das Stadion in eine Radrennbahn umzubauen. Für den Bau der Sportstätte wurden die Architekten Manuel Canalda Piñana und Carlos Revuelta Nohl unter Mithilfe des deutschen Architektenbüros Schürmann beauftragt. Prunkstück des Bauwerkes war die Radbahn aus Afzelia-Holz aus Kamerun, die umgerechnet rund sechs Millionen Euro kosten sollte. Das Bauvorhaben entwickelte sich jedoch zu einer Investitionsruine und die Rennbahn wurde nie eröffnet. Im Zuge der Bewerbung für die Olympischen Spiele 2012 war zunächst geplant das Velódromo de Carabanchel als Austragungsort für die Bahnradwettbewerbe zu nutzen, später entschloss man sich jedoch dazu die teure Holzbahn abzubauen und für eine zukünftige Nutzung in einer neu errichteten temporären Wettkampfstätte einzulagern. Das Velódromo de Carabanchel wurde in der Folge im Winter 2004/05 als provisorische Unterkunft für Obdachlose genutzt, was wiederum zu heftigen Protesten bei den Anliegern führte. Schließlich entschloss sich die Stadt Madrid dazu die Sportstätte in ein Fußballstadion umzubauen und zu renovieren.

### Estadio Antiguo Canódromo

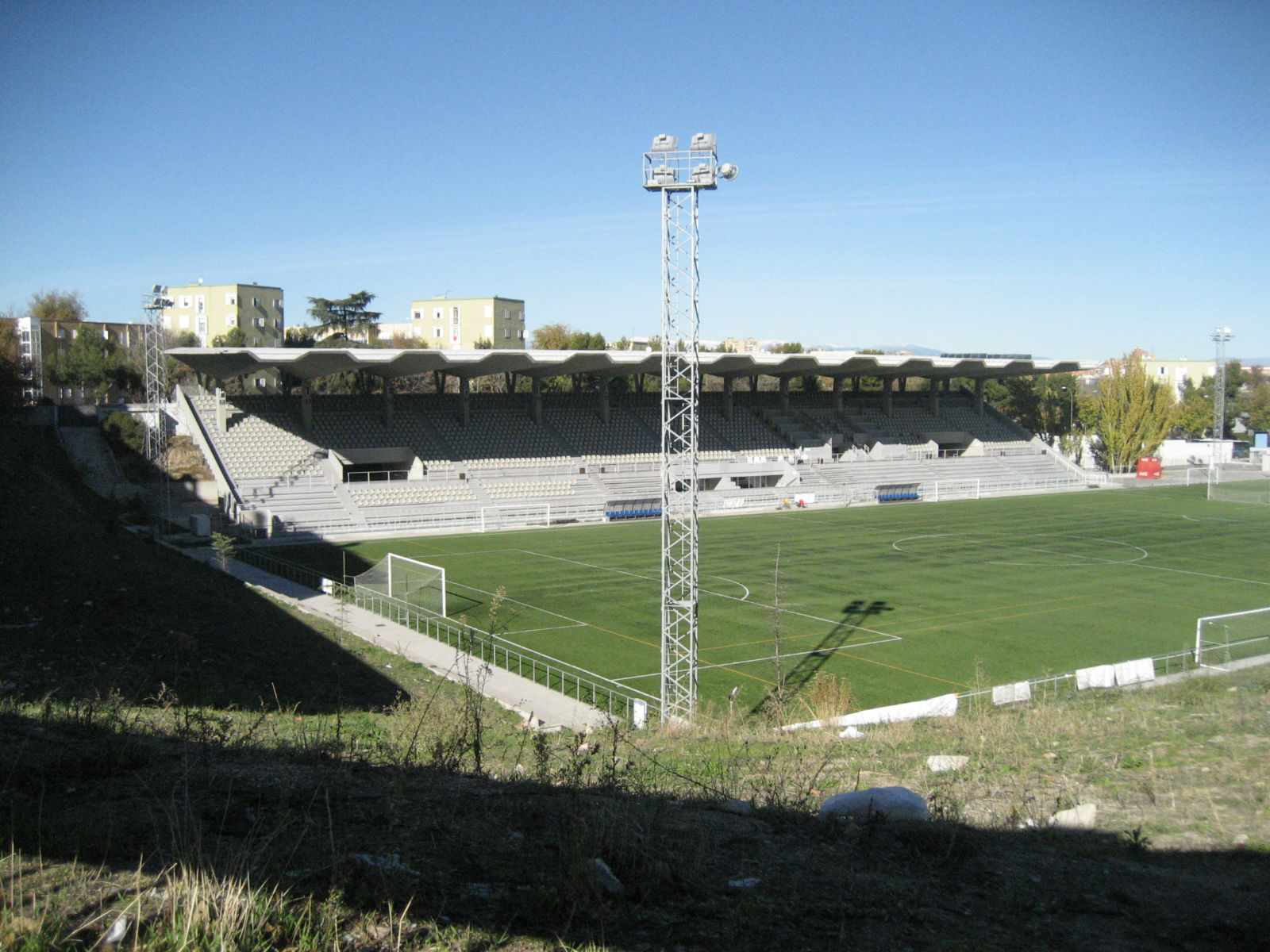
Das Estadio Antiguo Canódromo im Jahr 2010.

Der Umbau in ein Fußballstadion sollte 15 Monate dauern und 4,3 Mio. Euro kosten, statt der Radbahn entstanden ein Spielfeld sowie ein Halbfeld für 7er-Fußball, beide mit Kunstrasen als Spielfläche. Die Tribüne bietet Platz für rund 4000 Zuseher, alle auf Sitzplätzen, und beherbergt darüber hinaus Umkleide- und Fitnessräume. Am 15. Mai 2007 wurde das Fußballstadion Antiguo Canódromo (spanisch für ehemalige Hunderennbahn) mit einem Spiel zwischen dem neuen Nutzer der Sportstätte, dem lokalen Fußballklub CD Puerta Bonita, und der B-Mannschaft von Real Madrid, Real Madrid Castilla, eröffnet. Die Begegnung endete mit einem 0:6 für die Gäste. Im August 2016 wurde die Sportstätte erneut geschlossen um Mängel an der Tribüne und Überdachung zu beheben. Die Renovierungsarbeiten sollten länger als ursprünglich geplant dauern, erst im März 2019 wurde das Stadion wieder geöffnet. Die Sportanlage trägt seither den Namen Centro Deportivo Municipal Antiguo Canódromo und beherbergt unter anderem die Heimspiele von CD Nuevo Puerta Bonita und CD Betis San Isidro sowie von 2021 bis 2022 auch vom Frauenfußballclub Madrid CFF.